# سفارة سلوفينيا في سويسرا
سفارة سلوفينيا في سويسرا هي أرفع تمثيل دبلوماسي لدولة سلوفينيا لدى سويسرا. تقع السفارة في وهي تهدف لتعزيز المصالح السلوفينية في سويسرا.

## وصلات خارجية
- الموقع الرسمي
- قائمة سفارات سلوفينيا
- قائمة السفارات في سويسرا